# Пјер Вернер
Пјер Вернер (лукс. Pierre Werner; Сен Андре де Лил, 29. децембар 1913 — Луксембург, 24. јун 2002) је био луксембуршки политичар и премијер.
Рођен је у месту Сент Андре недалеко од Лила у Француској.
Током нацистичке окупације земље помагао је покрет отпора а након рата постао је контролор банкарског система у земљи.
Министар финансија постао је 1953. а премијер је био у два наврата од 1959. до 1974. и од 1979. до 1984. Такође је био и министар културе.